# 614. grenadirski polk (Wehrmacht)
614. grenadirski polk (izvirno nemško 614. Grenadier-Regiment; kratica 614. GR) je bil pehotni polk Heera v času druge svetovne vojne.